# 大將軍 (畫作)
《大將軍》（英語：Generalissimo）是臺灣畫家李石樵在1964年的諷刺油畫作品，該作品內容為深討性之構成或抽象的人物肖像，原件現屬私人收藏。

## 歷史
臺灣戰後初期，在面臨困頓蹇塞、較為特殊的政治社會背景期間，李石樵個人作品轉而寫實、對比，並以此反映變動時代的社會樣貌與對於庶民的觀感，同時也呼應該者在創作思考的態度。1964年9月，當得知由國立臺灣大學政治學系教授彭明敏與其學生魏廷朝、謝聰敏因起草《台灣人民自救宣言》而遭到國民政府逮捕之事件，李石樵因不滿該事件之立場。因而於自家畫室秘密創作《大將軍》及《避難》兩幅作品。秘密完成後，李石樵該兩作塵封在自家倉庫，不公開展示，也未將該作品編印畫冊。
1987年台灣解嚴後，《大將軍》終於得以向公眾展示。2022年10月15日，《大將軍》與李石樵自1930年代至1960年代的人物油畫作品於二二八國家紀念館特展展出。

## 畫作
《大將軍》一畫與李石樵平時的一貫風景畫，以及受吳火獅委託，同以領導人為主題作品《蔣中正先生》（1960年）具有截然不同的表現主義風格特徵，畫面異常的暗黑冷調呈現，圖中的人物實際為反映著領導人的地位。畫面中具有調襯出榮耀的肩章、胸章。然而人物較為扭曲的表情。更使畫作具有強調不寒而慄、面目猙獰的窒息情境。創作者對此向獨裁者提出無言的批判，以及當時對於臺灣政治所呈現之創作觀感。

在其李石樵次女李美女的證言中，李石樵曾對該畫作人物表示：
|  | 「免煩惱啦，是畫德國的希特勒啦，也沒寫甚麼人，大將軍的模樣就是這樣啦！」 |

## 外部連結
- 《大將軍》 - 文化部國家文化記憶庫 （页面存档备份，存于）